# Riding the Wave
Riding the Wave är ett musikalbum av a cappella-gruppen The Blanks. Albumet släpptes den 14 oktober 2004 och består av 34 spår, varav 19 är covers och egna låtar.
En senare utgåva av albumet som finns tillgänglig som MP3-nedladdning har bara 31 spår eftersom spåren "Elliot In Your Cup", "By Mennen - G Major" och "By Mennen - D major" saknas. Öppningsspåret är låten Superman, som ursprungligen skrevs av det amerikanska rockbandet Lazlo Bane.

## Låtlista
| Nr  | Titel                            | Längd |
| --- | -------------------------------- | ----- |
| 1.  | Superman                         | 3:20  |
| 2.  | Charles In Charge                | 1:00  |
| 3.  | A Little Polish                  | 2:38  |
| 4.  | They'll Never Know               | 0:11  |
| 5.  | Touched Up                       | 0:28  |
| 6.  | Play On                          | 0:22  |
| 7.  | Testy Tiger                      | 0:41  |
| 8.  | Commandos (Attack!)              | 2:05  |
| 9.  | Good Old Days                    | 2:31  |
| 10. | Crowded Landscape                | 0:17  |
| 11. | Holy                             | 0:24  |
| 12. | Elliot In Your Cup               | 0:12  |
| 13. | By Mennen - G Major              | 0:04  |
| 14. | Happy Halloween                  | 1:17  |
| 15. | The Full Monty                   | 0:38  |
| 16. | Testy Tiger - Reprise            | 0:42  |
| 17. | What Now?                        | 0:19  |
| 18. | I'm In the Middle                | 0:26  |
| 19. | Facts of Life                    | 0:52  |
| 20. | By Mennen - D major              | 0:04  |
| 21. | Flipper Theme                    | 0:38  |
| 22. | Speed Racer                      | 1:14  |
| 23. | The Riff Song                    | 1:27  |
| 24. | John                             | 0:19  |
| 25. | Do You Want?                     | 0:11  |
| 26. | If You Never Looked At Me        | 0:47  |
| 27. | Boing Fwip                       | 0:10  |
| 28. | Underdog                         | 2:20  |
| 29. | Six Million Dollar Man           | 1:29  |
| 30. | Testy Tiger - Additional Reprise | 0:53  |
| 31. | Love Having You                  | 0:27  |
| 32. | I'll Be Seeing You               | 1:39  |
| 33. | The Ballad of Jimmy Durante      | 3:38  |
| 34. | Back to You                      | 0:27  |

### Fotnoter
1. 1 2  ”Riding The Wave” (på engelska). Amazon.com. http://www.amazon.com/Riding-The-Wave/dp/B0047BUCUQ. Läst 13 juli 2013.
2. ↑  ”Riding The Wave”. Lastfm.se. http://www.lastfm.se/music/The+Blanks/Riding+The+Wave. Läst 13 juli 2013.
3. ↑  ”Riding the Wave” (på engelska). Itunes.apple.com. https://itunes.apple.com/us/album/riding-the-wave/id398530161. Läst 13 juli 2013.
4. ↑  ”All The Time In The World - Lazlo Bane” (på engelska). Itunes.apple.com. https://itunes.apple.com/se/album/superman/id16019936?i=16019905. Läst 13 juli 2013.